# Fibroznocistični osteitis
Fibroznocistični osteitis (kratica OFC), tudi osteitis fibrosa cystica, osteodystrophia fibrosa, ali Von Recklinghausenova bolezen kosti (ne smemo je zamenjevati z nevrofibromatozo tipa I) je skeletna bolezen, ki jo povzroča čezmerno izločanje paratiroidnega hormona iz obščitnic. Paratiroidni sindrom spodbuja delovanje osteoklastov, ki v procesu resorpcije kosti razgrajujejo kost. Čezmerno aktivnost obščitnic oz. hiperparatiroidizem lahko sprožijo paratiroidni adenom, dedni faktorji, paratiroidni karcinom ali renalna osteodistrofija.
Ob osteoklastični resorpciji kosti se iz kosti v kri sproščajo minerali, med drugim kalcij. Poleg zvišane ravni kalcija v krvi zaradi čezmerne resorpcije pride do izgube kostne mase in oslabitve kosti, saj se poapnele podporne strukture kosti nadomestijo z vezivnim tkivom (peritrabekularna fibroza), ter do nastanka cistam podobnih rjavih tumorjev v kosti in okrog nje. Simptomi bolezni so posledica splošnega zmehčanja kosti in čezmerne količine kalcija v krvi, in vključujejo kostne zlome, ledvične kamne, slabost, izgubo teka in izgubo teže.
OFC prepoznamo s pomočjo krvnih testov, rentgenskega slikanja in odvzema vzorca tkiva. V zahodnem svetu je bolezen vse redkejša. Zdravljenje obsega najprej odpravo temeljnega hipertiroidizma, nato pa dolgoročno zdravljenje z različnimi ukrepi od hidracije in telesne aktivnosti do operativnih posegov.